# Halte Zevenhoven
Halte Zevenhoven (telegrafische code: zvh) is een voormalig spoorweghalte aan de Nederlandse spoorlijn Uithoorn - Alphen aan den Rijn, destijds aangelegd en geëxploiteerd door de Hollandsche Electrische-Spoorweg-Maatschappij (HESM) als onderdeel van de Haarlemmermeerspoorlijnen. De halte lag ten westen van Zevenhoven ter hoogte van de Zevenhovensche weg die het spoor kruiste. Het deel van de weg tussen het spoor en Zevenhoven heet tegenwoordig Stationsweg. Aan de spoorlijn werd de halte voorafgegaan door station Nieuwveen en gevolgd door station Nieuwkoop. Stopplaats Zevenhoven werd geopend op 1 augustus 1915 en gesloten in 1936. Bij de halte was een stationsgebouw aanwezig van het stationstype HESM III welke in 1946 is afgebroken.